# Adiantum terminatum
Adiantum terminatum är en kantbräkenväxtart som beskrevs av Kze. och Friedrich Anton Wilhelm Miquel. Adiantum terminatum ingår i släktet Adiantum och familjen Pteridaceae. Inga underarter finns listade.